# Unité urbaine de Fumay
L'unité urbaine de Fumay est une unité urbaine française centrée sur la commune de Fumay, au cœur de la neuvième agglomération urbaine du département des Ardennes, située dans la région Grand Est.

## Données générales
En 2010, selon l'Insee, l'unité urbaine était composée de deux communes.
En 2020, à la suite d'un nouveau zonage, elle est composée des deux mêmes communes.
En 2022, avec 4 924 habitants, elle représente la 9e unité urbaine du département des Ardennes.

## Composition de l'unité urbaine en 2020
Elle est composée des deux communes suivantes :
| Nom                  | Code Insee | Département | Statut       | Superficie (km2) | Population (dernière pop. légale) | Densité (hab./km2) | Modifier                                    |
| -------------------- | ---------- | ----------- | ------------ | ---------------- | --------------------------------- | ------------------ | ------------------------------------------- |
| Fumay (ville-centre) | 08185      | Ardennes    | ville-centre | 37,56            | 3 118 (2022)                      | 83                 | modifier les données · modifier les données |
| Haybes               | 08222      | Ardennes    | banlieue     | 28,05            | 1 806 (2022)                      | 64                 | modifier les données · modifier les données |

## Évolution démographique
| 1968  | 1975  | 1982  | 1990  | 1999  | 2008  | 2013  | 2019  |
| ----- | ----- | ----- | ----- | ----- | ----- | ----- | ----- |
| 8 576 | 8 228 | 7 878 | 7 434 | 6 759 | 5 941 | 5 597 | 5 127 |

#### Données générales
- Unité urbaine
- Aire d'attraction d'une ville
- Aire urbaine (France)
- Liste des unités urbaines de France

#### Données démographiques en rapport avec l'unité urbaine de Fumay
- Aire d'attraction de Fumay
- Arrondissement de Charleville-Mézières

#### Données démographiques en rapport avec les Ardennes
- Démographie du département des Ardennes
- Liste des unités urbaines du département des Ardennes